# Државни савјет Руске Империје
Државни савјет Руске Империје (рус. Государственный совет Российской Империи) био је највиши законодавно-савјетодавни орган Руске Империје од 1810. до 1906.
Објављивањем првог руског устава (1906) постао је горњи дом народног представништва.

## Историја
Државни савјет Руске Империје је формално установљен прогласом од 1. јануара 1810. године (по старом календару). Његов претходник је био Стални савјет (рус. Непременный совет), основан указом од 30. марта 1801. године (по старом календару), који је и сам незванично био познат као „Државни савјет”.
Државни савјет је био највиши савјетодавни орган за питања из дјелокруга законодавне власти. Одређено је да ниједан закон не исходи из Државног савјета нити је закон извршан без потврде императора. Најважнија лица у Државном савјету су била: предсједник Државног савјета, предсједници департмана и државни секретар.
Дана 15. априла 1842. године (по старом календару), за вријеме царствовања Николаја I Павловича, уређење Државног савјета је прописано законом уставног карактера који је улазио у састав Зборника закона Руске Империје (рус. Свод законов Российской Империи). Поред дотадашња четири департмана, у Државном савјету је прописан и Департман послова Царства Пољског. Тада је значајно умањена власт Државног савјета у односу на власт самодржавног императора. Постојало је чак пет посебних законодавних поступака у којима Државни савјет није имао надлежност за претрес нацрта закона (нпр. војни закони претресали су се у новоформираном Војном савјету, а затим ишли на потврду императору).

## Састав
Државни савјет се састојао од чланова које је постављао и разрјешавао император сверуски. Чланови Државног савјета су могли имати звања у извршној и судској власти. Министри су по функцији били чланови Државног савјета. Предсједништво над Државним савјетом је формално припадало императору, али је постојало и звање предсједника Државног савјета. Државни савјет се дијелио на департмане (рус. департамент). Сваки департман је имао своје чланове и предсједника (али министри нису могли бити предсједници департмана). Чланови свих департмана су чинили општу сједницу Државног савјета. Уколико неки државни савјетник није био члан неког департмана онда је учествовао само на општим сједницама.
Било је укупно четири департмана Државног савјета: Департман закона, Департман војних послова, Департман грађанских и духовних послова и Департман државне економије. Значајан орган при Државном савјету је била Државна канцеларија на челу са државним секретаром кроз коју су пролазили сви предмети које је претресао Државни савјет. При департманима су били тзв. статс-секретари. Осим Државне канцеларије, при Државном савјету су постојале и Комисија за израду закона и Комисија за молбе.
Од 1812. до 1865. предсједници Државног савјета су били истовремено и предсједници Комитета министара Руске Империје. Од 1865. до 1905. предсједници Државног савјета су били велики кнезови из Императорског дома. Године 1810. било је укупно 35 чланова Државног савјета, а 1890. укупно 60 чланова. Почетком 20. вијека број је нарастао и до 90 државних савјетника. Укупно у периоду 1802—1906. било је 548 чланова Државног савјета. По правилу император је озакоњавао мишљење већине у Државном савјету. Међутим, могао је прихватити и мишљење мањине или мишљење департмана наспрам мишљења опште сједнице Државног савјета.

## Устав 1906.
Државни савјет је темељно преобликован прогласом од 20. фебруара 1906. године (по старом календару) када је претворен у горњи дом народног представништва. Нешто раније је установљена Државна дума Руске Империје која је постала доњи дом. Састав Државног савјета је значајно промијењен: император сверуски је од тада именовао исти број државних савјетника колико их је било бираних. Бирани државни савјетници су били из реда свештенства Руске православне цркве, племства, земства и представника науке, трговине и индустрије. Истог дана је указом ближе уређен избор државних савјетника: од свештенства Руске православне цркве, од губернијских земских скупштина, од племићких друштава, од Императорске академије наука и императорских универзитета и од Савјета трговине и мануфактуре и његових одељења и комитета.
Државних савјетника из свештенства Руске православне цркве било је шест. Бирао их је Свети правитељствујушчи синод, и то три свештеника монашког реда и три свештеника мирског реда. Свака губернијска земска скупштина бирала је по једног члана Државног савјета. Сва племићка друштва у губернијама и областима бирала су по два изборника из својих редова. Конгрес ових изборника се састајао у Санкт Петербургу и затим из својих редова бирао 18 чланова Државног савјета. Императорска академија наука и сваки императорски универзитет бирали су по три изборника (из реда редовних академика и редовних професора). Конгрес ових изборника бирао је из својих редова 6 чланова Државног савјета. Савјет трговине и мануфактуре и његова одељења и комитети бирали су одређен број изборника. Конгрес ових изборника бирао је из својих редова 12 чланова Државног савјета (шест представника индустрије и шест представника трговине). Такође, Фински сејм је бирао два државна савјетника.
У првом сазиву Државног савјета било је 196 чланова (98 именованих и 98 бираних). Мандат бираних чланова Државног савјета је трајао девет година, уз то да се сваке треће године обнављао избор једне трећине државних савјетника. Изузетак су били државни савјетници бирани од губернијских земских скупштина чији се избор спроводио сваке три године. У Државни савјет нису могла бити изабрана лица која нису имала право учешћа у изборима за Државну думу, лица млађа од 40 година, лица без средњег образовања и лица страни држављани.
Према Основним државним законима (1906) законодавну власт је вршио император сверуски заједно са Државним савјетом и Државном думом. Оба дома народног представништва су имала једнака законодавна права. Законски предлози одобрени и од Државног савјета и од Државне думе представљани су императору на потврду и потпис посредством предсједника Државног савјета. Закони који су се тицали искључиво Војног министарства односно Поморског министарства разматрали су се у Војном савјету односно Адмиралитетском савјету, а потом представљали императору на потврду и потпис (без учешћа Државног савјета и Државне думе). Када би Државна дума Руске Империје била распуштена, а ванредне околности су захтијевале доношење закона, тада је Савјет министара Руске Империје могао предложити закон непосредно императору. Такве ванредне мјере нису могле мијењати Основне државне законе, законе о Државном савјету и Државној думи нити изборне законе.
Након Фебруарске револуције (1917) Државни савјет је престао да постоји.